# Keitai Tennō
Keitai Tennō (継体天皇?) fue el vigésimo sexto emperador del Japónsegún el orden tradicional de sucesión. Se cree que gobernó el país a comienzos del siglo VI.

## Registros de su vida
El registro de su vida es confusa ya que existen diferencias entre el Kojiki y el Nihonshoki. El Kojiki establece que nació en el 485 y murió el 9 de abril de 527. Su nombre era Ōdo no Mikoto (袁本杼命). El Nihonshoki, en cambio, registra su nacimiento en el año 450 y su muerte el 7 de febrero de 531 o 534.  Sus nombres eran Ōdo no Kimi(男大迹王) y Hikofuto no Mikoto (彦太尊).

## Vida y genealogía
Se dice que no es hijo inmediato de un emperador anterior, pero es el tatara-tatara-tataranieto de Ōjin Tennō. Según los documentos ascendió al trono porque Buretsu Tennō murió joven y sin sucesión, así que algunos historiadores dudan su genealogía y suponen un cambio de dinastías. Según el Kojiki y el Nihonshoki su padre fue Hikonushi no Kimi y su madre fue Furihime. Nació en la provincia de Echizen; cuando el Emperador Buretsu murió, Ōtomo no Kanamura lo recomendó a sus 58 años de edad como posible heredero al trono. El Emperador Keitai declaró su ascensión en Kusuba, al norte de la provincia de Kawachi (actual Shijonawate, Osaka) y se casó con una hermana menor del Emperador Buretsu, la Princesa Tashiraga. Se ha supuesto que su sucesión no fue bien recibida por todos, y tomó alrededor de 20 años para entrar a la provincia de Yamato, cerca de Kawachi y que era el centro político de Japón en ese tiempo. En los últimos años, entre el 527 y 528, una rebelión liderizado por Iwai ocurrió en la provincia de Tsukushi en Kyushu. El Emperador Keitai fue a Kyushu y acabó con la rebelión. Sus hijos, Ankan Tennō, Senka Tennō y Kinmei Tennō ascendieron al trono con relativa normalidad.